# البيت الإمبراطوري في اليابان

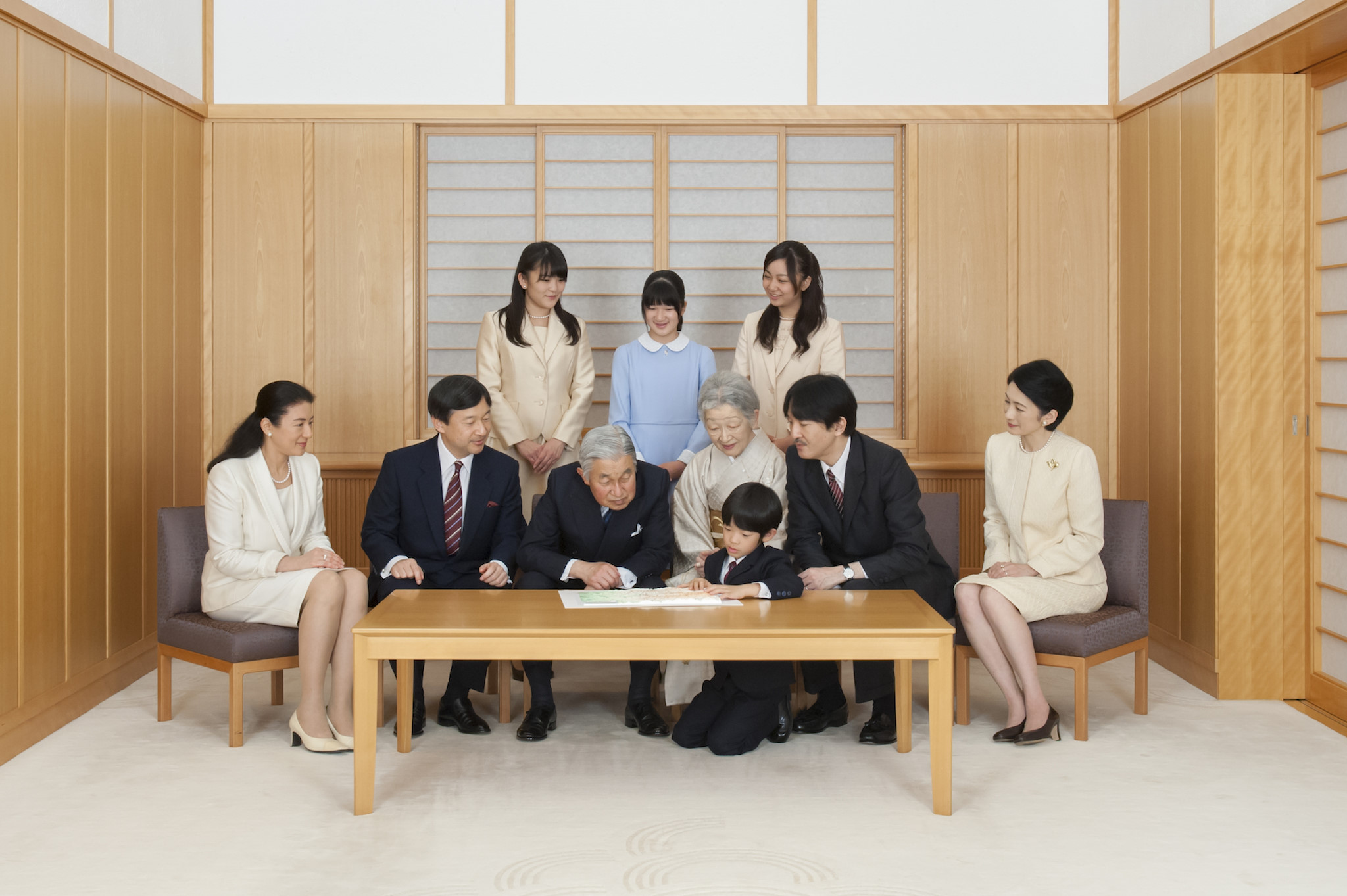
الإمبراطور أكيهيتو والإمبراطورة ميشيكو مع أسرتهما في نوفمبر 2013

البيت الإمبراطوري الياباني (皇室 kōshitsu) ، والذي يشار إليه أيضًا باسم العائلة الإمبراطورية أو أسرة ياماتو، على أفراد الأسرة الممتدة للإمبراطور الحاكم في اليابان والذين يقومون بواجبات رسمية وعامة. بموجب الدستور الحالي لليابان، فإن الإمبراطور هو «رمز الدولة ووحدة الشعب». أعضاء آخرون من العائلة الإمبراطورية يؤدون واجبات احتفالية واجتماعية، لكن ليس لهم دور في شؤون الحكومة. واجبات كإمبراطور تنتقل إلى أبنائهم.
يُقال إن الملكية اليابانية هي أقدم ملكية وراثية مستمرة في العالم. يعترف البيت الامبراطوري ب 126 ملوكًا بدءًا من الإمبراطور الأسطوري جيمو (الذي يرجع تاريخه إلى 11 فبراير 660 قبل الميلاد) ويستمر حتى الإمبراطور الحالي، ناروهيتو ؛ حسب شجرة العائلة.
الأدلة التاريخية لأول 29 إمبراطورًا هامشية وفقًا للمعايير الحديثة، ولكن هناك دليلًا قويًا على الخط الوراثي منذ أن صعد الإمبراطور كينمي العرش منذ 1500 عام.

## قائمة أفراد الأسرة الحاليين
تُعرِّف المادة 5 من قانون القصر الإمبراطوري الأسرة الإمبراطورية بأنها الإمبراطورة؛ الإمبراطورة الجدة؛ الإمبراطورة الأم؛ أبناء الإمبراطور الشرعيين وأحفاده الشرعيين في خط الذكور الشرعيين، وزوجاتهم؛ وبنات الإمبراطور الشرعيات غير المتزوجات وحفيداته الشرعيات غير المتزوجات في خط الذكور الشرعيين؛ وأحفاد الإمبراطور الشرعيين الآخرين في الجيل الثالث والأجيال اللاحقة في خط الذكور الشرعيين وزوجاتهم؛ وحفيدات الإمبراطور الشرعيات الأخريات غير المتزوجات في الجيل الثالث والأجيال اللاحقة في خط الذكور الشرعيين.
بعد إزالة 11 فرعًا غير مباشر من البيت الإمبراطوري في أكتوبر 1947، اقتصرت العضوية الرسمية للعائلة الإمبراطورية على ذرية خط الذكور من الإمبراطور تايشو، باستثناء الإناث اللائي تزوجن من خارج العائلة الإمبراطورية وذريتها.
يوجد حاليًا 18 فردًا في العائلة الإمبراطورية:
- الإمبراطور هو الابن الأكبر للإمبراطور الفخري أكيهيتو والإمبراطورة الفخرية ميتشيكو. وُلد في مستشفى القصر الإمبراطوري في طوكيو في 23 فبراير 1960. وأصبح الوريث الواضح عند اعتلاء والده العرش. تزوّج ولي العهد ناروهيتو بماساكو أوادا في 9 يونيو 1993. في 1 مايو 2019، اعتلى عرش الأقحوان وأصبح إمبراطورًا بعد تنازل والده عن العرش.[8]
- وُلدت الإمبراطورة في 9 ديسمبر 1963، وهي ابنة هيساشي أوادا، نائب وزير الخارجية السابق والممثل الدائم السابق لليابان لدى الأمم المتحدة. أصبحت الإمبراطورة القرينة بعد تولي زوجها العرش في 30 أبريل 2019.[8]

- وُلدت أميرة توشي في 1 ديسمبر 2001، وهي الابنة الوحيدة للإمبراطور ناروهيتو والإمبراطورة القرينة ماساكو.
- وُلد الإمبراطور الفخري في قصر طوكيو الإمبراطوري في 23 ديسمبر 1933، وهو الابن الأكبر والطفل الخامس للإمبراطور شووا والإمبراطورة كوجون. تزوج بميتشيكو شودا في 10 أبريل 1959. خلف الإمبراطور أكيهيتو والده في 7 يناير 1989، وخلفه ناروهيتو بعد أن تنازل عن العرش في 30 أبريل 2019.[9]
- وُلدت الإمبراطورة الفخرية في طوكيو في 20 أكتوبر 1934، وهي الابنة الكبرى لهيديسابورو شودا، الرئيس الفخري لشركة طحن الدقيق نيسهين.[9]
- وُلد أمير أكيشينو، الابن الثاني للإمبراطور الفخري، في 30 نوفمبر 1965 في مستشفى القصر الإمبراطوري في طوكيو. لُقِّب في طفولته الأمير آيا. حصل على لقب أمير أكيشينو والإذن ببدء فرع جديد للعائلة الإمبراطورية بزواجه من كيكو كاواشيما في 29 يونيو 1990.[10]
- وُلدت أميرة أكيشينو في 11 سبتمبر 1966، وهي ابنة تاتسوهيكو كاواشيما، أستاذ الاقتصاد في جامعة كاكوشوين. لدى ولي العهد وأميرة أكيشينو ابنتان وولد:[10]
- الأميرة ماكو (مواليد 23 أكتوبر 1991)
- الأميرة كاكو (مواليد 29 ديسمبر 1994)
- الأمير هيساهيتو (مواليد 6 سبتمبر 2006)
- وُلد أمير هيتاشي في 28 نوفمبر 1935، وهو الابن الثاني والطفل السادس للإمبراطور شووا والإمبراطورة كوجون. لُقّب في طفولته أمير يوشي. حصل على لقب أمير هيتاشي والإذن بإنشاء فرع جديد للعائلة الإمبراطورية في 1 أكتوبر 1964، في اليوم التالي لزفافه.
- وُلدت أميرة هيتاشي في 19 يوليو 1940، وهي ابنة الكونت السابق يوشيتاكا تسوغارو. لم ينجب أمير هيتاشي والأميرة أي أطفال.[11]
- أميرة ميكاسا هي أرملة أمير ميكاسا (2 ديسمبر 1915 - 27 أكتوبر 2016)، الابن الرابع للإمبراطور تايشو والإمبراطورة تايمي، وعم والد الإمبراطور ناروهيتو. وُلدت الأميرة في 4 يونيو 1923، وهي الابنة الثانية للفيكونت ماسانوري تاكاجي. للأميرة ميكاسا ابنتان وثلاثة أبناء من أمير ميكاسا الراحل.
- توموهيتو أميرة ميكاسا هي أرملة توموهيتو أمير ميكاسا (5 يناير 1946 - 6 يونيو 2012)، الابن الأكبر لأمير وأميرة ميكاسا وابن عم والد الإمبراطور ناروهيتو. وُلدت الأميرة في 9 أبريل 1955، وهي ابنة تاكاكيتشي آسو، رئيس شركة آسو سمنت، وزوجته كازوكو، ابنة رئيس الوزراء السابق يوشيدا شيغه-رو. لديها ابنتان من الراحل توموهيتو أمير ميكاسا:[12]
- أكيكو أميرة ميكاسا (مواليد 20 ديسمبر 1981)
- يوكو أميرة ميكاسا (مواليد 25 أكتوبر 1983)
- أميرة تاكامادو هي أرملة أمير تاكامادو (29 ديسمبر 1954 - 21 نوفمبر 2002)، الابن الثالث لأمير وأميرة ميكاسا وابن عم والد الإمبراطور ناروهيتو. وُلدت الأميرة في 10 يوليو 1953، وهي الابنة الكبرى لشيجيرو توتوري. تزوجت الأمير المعروف في الأصل باسم نوريهيتو أمير ميكاسا في 6 ديسمبر 1984، ثم حصل على لقب أمير تاكامادو والإذن ببدء فرع جديد للعائلة الإمبراطورية في 1 ديسمبر 1984. للأميرة تاكامادو ثلاث بنات، ما تزال إحداهن فردًا في العائلة الإمبراطورية:[13]

- تسوغوكو أميرة تاكامادو (مواليد 6 مارس 1986)

## رايات الإمبراطورية

الراية الإمبراطورية لامبراطور
الراية الإمبراطورية للإمبراطورة ، والامبراطورة الكبرى والإمبراطورة الأرملة
الراية الإمبراطورية لوصي العرش
الراية الإمبراطورية لولي العهد
الراية الإمبراطورية الأميرة ولي العهد
الراية الإمبراطورية لعضو في البيت الإمبراطوري